# Neseutegaeus distentus
Neseutegaeus distentus är en kvalsterart som beskrevs av Hammer 1966. Neseutegaeus distentus ingår i släktet Neseutegaeus och familjen Eutegaeidae. Inga underarter finns listade i Catalogue of Life.